# Lithops julii
Lithops julii (Dinter & Schwantes) N.E.Br. è una pianta succulenta della famiglia delle Aizoacee.